# Anders Thomas Jensen
Anders Thomas Jensen (født 6. april 1972 i Frederiksværk) er en dansk filminstruktør og manuskriptforfatter. Han søgte forgæves ind på Den Danske Filmskole to gange, men gik derefter på universitetet og læste retorik. Han fik sit internationale gennembrud med Valgaften (1998), der fik en Oscar for bedste kortfilm i 1999. Siden har han skrevet over 40 manuskripter til danske kortfilm og spillefilm og blandt andet arbejdet sammen med Susanne Bier, Lone Scherfig og Søren Kragh-Jacobsen. Han skrev bl.a. manuskriptet til Susanne Biers Hævnen (2010), som i 2011 vandt en Oscar for bedste fremmedsprogede film.
I 2000 debuterede han som filminstruktør med filmen Blinkende lygter. Siden har han instrueret De grønne slagtere (2003), Adams æbler (2005), Mænd og høns (2015) og Retfærdighedens ryttere (2020).

## Privat
Han blev i 2008 gift med skuespilleren Line Kruse, og parret har fire børn sammen.

## Liv og karriere
Anders Thomas Jensen voksede op i Frederiksværk, hvor han i ungdomsårene blev interesseret i filmmediet. I sin gymnasietid 1988-91 på Frederiksværk Gymnasium var han meget aktiv film- og tv-miljøet og vandt en filmkonkurrence for unge i Frederiksborg Amt med sin filmatisering af Peter Seebergs novelle Patienten. Det var også på gymnasiet, at Anders Thomas Jensen mødte Tomas Villum Jensen.
Han indspillede 1996-1998 de tre kortfilm Ernst & Lyset, Wolfgang og Valgaften, der alle blev nomineret til Oscar for bedste kortfilm, og sidstnævnte løb af med statuetten ved uddelingen i 1999. I 2009 fik Anders Thomas Jensen sin anden Oscar for kortfilmen The New Tenants.
Han har fra slutningen af 1990'erne og ind i det nye årtusinde skrevet manuskript til en række danske filmsuccesser, bl.a. Mifunes sidste sang (sammen med Søren Kragh-Jacobsen), I Kina spiser de hunde, Elsker dig for evigt, Rembrandt og Brødre.
I 2000 instruerede Anders Thomas Jensen for første gang en spillefilm, den humoristiske Blinkende lygter, og har siden instrueret De grønne slagtere og Adams æbler. De samme skuespillere går ofte igen i Anders Thomas Jensens spillefilm, således medvirker både Mads Mikkelsen og Nikolaj Lie Kaas i alle tre film. Desuden samarbejder Jensen ofte med skuespillerne Ole Thestrup, Ulrich Thomsen, Nicolas Bro, Søren Pilmark og Paprika Steen.
Anders Thomas Jensen skrev også manuskriptet til Susanne Biers film fra 2010, Hævnen, der både vandt en Golden Globe for bedste film og en Oscar for bedste udenlandske film i februar 2011. Samarbejdet mellem de to anses af nogle som dansk films mest produktive og betydningsfulde konstellation i mange årtier.
I 2015 skrev Jensen manuskriptet til filmatiseringen af Lene Kaaberbøls bog, Skammerens datter, af samme navn. Han modtog en Robert for årets adapterede manuskript i 2016.

## Hædersbevisninger
- 1997 – Allen-prisen
- 1998 – Edith Allers Mindelegat
- 1999 – Oscar for bedste kortfilm
- 1999 – Ingmar Bergmans rejselegat
- 2005 – Nordisk Film Prisen
- 2016 – Robert for årets adapterede manuskript

## Filmografi
| - Hvileløse hjerte (1996), manuskriptforfatter - Davids bog (1996), manuskriptforfatter - Ernst & Lyset (1996), instruktør og manuskriptforfatter - Café Hector (1996), manuskriptforfatter - De nye lejere (1996), manuskriptforfatter - Wolfgang (1997), instruktør og manuskriptforfatter - Valgaften (1998), instruktør og manuskriptforfatter - Nøglebørn (1998), manuskriptforfatter - Baby Doom (1998), manuskriptforfatter - Albert (1998), manuskriptforfatter - The Funeral (1999), manuskriptforfatter - En sjælden fugl (1999), manuskriptforfatter - Mifunes sidste sang (1999), manuskriptforfatter - I Kina spiser de hunde (1999), manuskriptforfatter - Zacharias Carl Borg (2000), manuskriptforfatter - The King Is Alive (2000), manuskriptforfatter - Dykkerne (2000), manuskriptforfatter - Blinkende lygter (2000), instruktør og manuskriptforfatter - Grev Axel (2001), manuskriptforfatter - Fukssvansen (2001), manuskriptforfatter - Gamle mænd i nye biler (2002), manuskriptforfatter | - Elsker dig for evigt (2002), manuskriptforfatter - Wilbur begår selvmord (2002), manuskriptforfatter - De grønne slagtere (2003), instruktør og manuskriptforfatter - Skagerrak (2003), manuskriptforfatter - Rembrandt (2003), manuskriptforfatter - Brødre (2004), manuskriptforfatter - Vet hard (2005), manuskriptforfatter - Solkongen (2005), manuskriptforfatter - Adams æbler (2005), instruktør og manuskriptforfatter - Mørke (2005), manuskriptforfatter - Efter brylluppet (2006), manuskriptforfatter - Sprængfarlig bombe (2006), manuskriptforfatter - Til døden os skiller (2007), manuskriptforfatter - Hvid nat (2007), manuskriptforfatter - Begravelsen (2008), manuskriptforfatter - The Duchess (2008), manuskriptforfatter - Den du frygter (2008), manuskriptforfatter - Ved Verdens Ende (2009), manuskriptforfatter - Hævnen (2010), manuskriptforfatter - Den skaldede frisør (2012), manuskriptforfatter - Alle for to (2013), manuskriptforfatter sammen med Mick Øgendahl - The Salvation (2014), manuskriptforfatter - Mænd og høns (2014-2015), instruktør og manuskriptforfatter - Skammerens Datter (2015), manuskriptforfatter - The Dark Tower (2017), manuskriptforfatter - Retfærdighedens ryttere (2020), instruktør og manuskriptforfatter |